# Hillsboro (Oregon)
Pour les articles homonymes, voir Hillsboro.

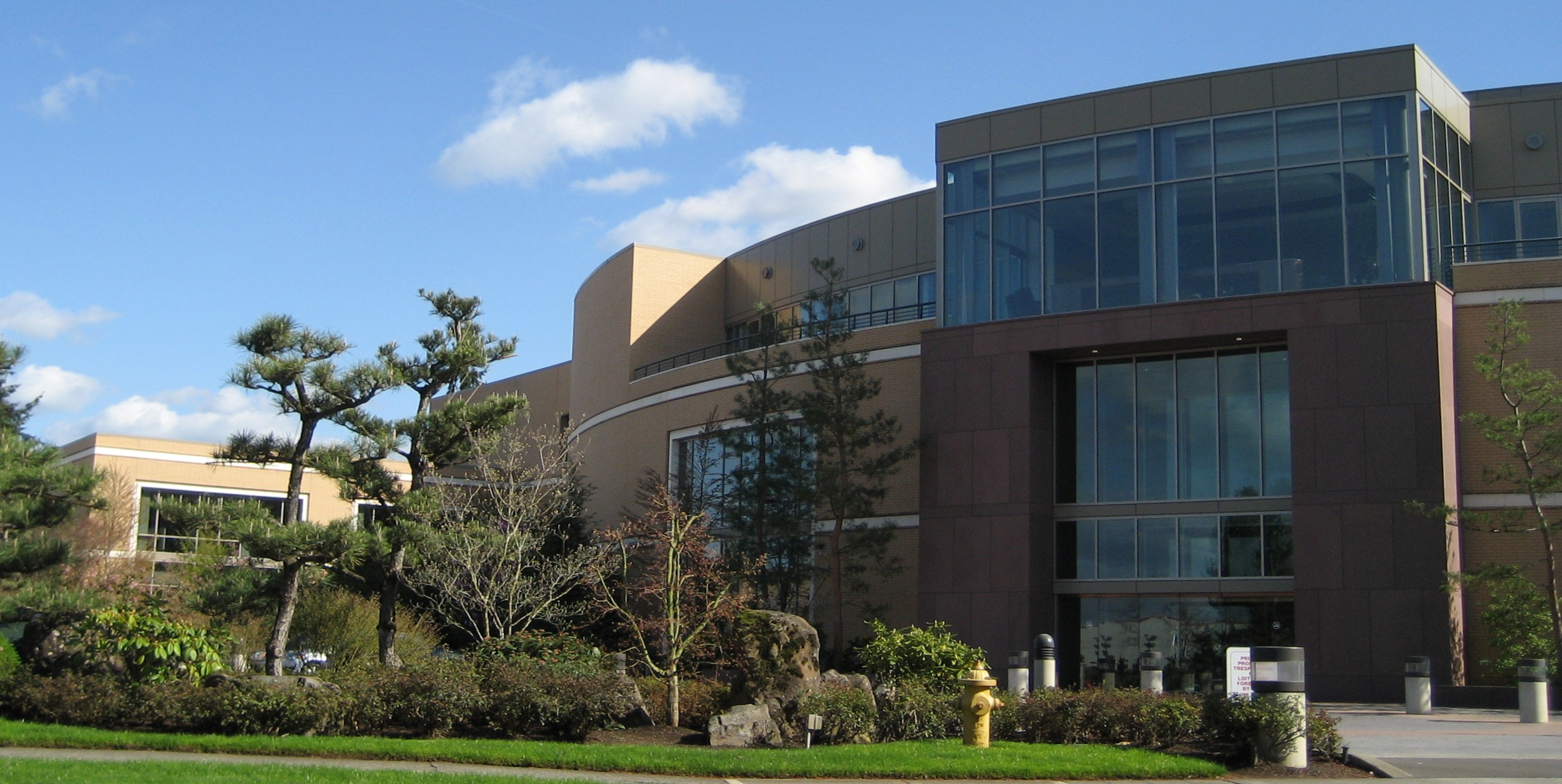
Siège social de Lattice Semiconductor.

Hillsboro est une ville américaine, siège du comté de Washington dans l'Oregon, dont la population est estimée en 2006 à 84 445 habitants.  De nombreuses entreprises de micro-électronique sont implantées dans la ville et la région est surnommée la Silicon Forest, par analogie avec la Silicon Valley de Californie.

## Histoire
La vallée de la rivière Tualatin est habitée depuis 10 000 ans par la tribu Atfalati, avant l’arrivée des colons blancs.  En 1780, la population amérindienne est estimée entre 1 000 et 2 000 habitants, mais a décliné très rapidement au contact des Européens ; en 1851 seuls 65 Amérindiens subsistaient.
La ville fut fondée par trois pionniers (David Hill, Isaiah Kelsey, et Richard Williams) qui s’installèrent dans la vallée en 1841. Ils furent suivis par six autres pionniers en 1842. La communauté était alors connue sous deux noms : East Tualatin Plains et Columbia. Elle fut nommée Hillsborough en 1850 en l'honneur de David Hill qui avait vendu une partie de ses terres au comté. Cette même année, Hillsborough fut désignée siège du comté. L'orthographe du nom fut ensuite simplifiée pour Hillsboro.
En 1867, la première liaison par bateau à vapeur assure un transport jusqu'à Hillsboro.  En 1871, la première ligne ferroviaire fut construite, mais se limitait au sud de la ville sans en atteindre le centre, à la suite du refus des autorités d’octroyer les concessions pour y implanter les voies.  C’est en 1908 que le Oregon Electric Railway reliera Hillsboro.
La ville fut incorporée en 1876.

## Géographie
La ville se situe au nord-ouest de l'Oregon, le long de la rivière Tualatin, à une altitude de 60 mètres, à une trentaine de kilomètres à l'ouest de Portland.
Le climat de Hillboro est un climat de type océanique.  La majorité des précipitations a lieu durant les mois d'hiver.  Les étés sont généralement assez chauds (26,8 °C de moyenne en août) et les hivers doux (7,4 °C de moyenne en janvier).

## Économie
De nombreuses industries de pointe sont implantées à Hillsboro (Intel, Sun Microsystems, Yahoo!, Genentech, etc.).
Quelques exploitations vinicoles entourent la ville.

## Jumelage
- Fukuroi (Japon)

## Personnalité liée à la ville
- Joseph Conrad Chamberlin, entomologiste, est décédé à Hillsboro.
- Palauni Tuiasosopo, diplomate des Samoa américaines, est décédé à Hillsboro.